# Ibrahim Diallo (football)
Pour les articles homonymes, voir Ibrahim Diallo et Diallo.
Ibrahim Diallo, né le 12 août 1996 à Sikasso au Mali, est un footballeur malien. Il évolue au poste de défenseur central

## Biographie
Ibrahim Diallo joue successivement dans les équipes suivantes : Valencia CF Mestalla, KAS Eupen et Valence CF.
En 2016, Diallo retourne à Eupen, club de première division belge.

## Statistiques
| Saison                | Club                  | Championnat           | Championnat | Championnat | Coupe(s) nationale(s) | Coupe(s) nationale(s) | Compétition(s) continentale(s) | Compétition(s) continentale(s) | Compétition(s) continentale(s) | Total | Total |
| Saison                | Club                  | Division              | M.          | B.          | M.                    | B.                    | Comp.                          | M.                             | B.                             | M.    | B.    |
| 2014-2015             | KAS Eupen             | Division 2            | 18          | 0           | 1                     | 0                     | -                              | 0                              | 0                              | 19    | 0     |
| Sous-total            | Sous-total            | Sous-total            | 18          | 0           | 1                     | 0                     | -                              | 0                              | 0                              | 19    | 0     |
| 2014-2015             | Valencia CF Mestalla  | Segunda División B    | 8           | 0           | 0                     | 0                     | -                              | 0                              | 0                              | 8     | 0     |
| 2015-2016             | Valencia CF Mestalla  | Segunda División B    | 33          | 0           | 0                     | 0                     | -                              | 0                              | 0                              | 33    | 0     |
| 2015-2016             | Valence CF            | La Liga               | 0           | 0           | 4                     | 0                     | -                              | 0                              | 0                              | 4     | 0     |
| Sous-total            | Sous-total            | Sous-total            | 41          | 0           | 4                     | 0                     | -                              | 0                              | 0                              | 45    | 0     |
| 2016-2017             | KAS Eupen             | Division 1A           | 31          | 0           | 4                     | 1                     | -                              | 0                              | 0                              | 35    | 1     |
| 2017-2018             | KAS Eupen             | Division 1A           | 0           | 0           | 0                     | 0                     | -                              | 0                              | 0                              | 0     | 0     |
| 2018-2019             | KAS Eupen             | Division 1A           | 0           | 0           | 0                     | 0                     | -                              | 0                              | 0                              | 0     | 0     |
| Sous-total            | Sous-total            | Sous-total            | 31          | 0           | 4                     | 1                     | -                              | 0                              | 0                              | 35    | 1     |
| Total sur la carrière | Total sur la carrière | Total sur la carrière | 90          | 0           | 9                     | 0                     | -                              | 0                              | 0                              | 99    | 0     |